# Pablo Andújar
Pablo Andújar Alba (Cuenca, 23 de enero de 1986) es un extenista profesional español.

## Biografía
Comenzó a jugar al tenis a los 6 años en el Club de Tenis El Collao de Manises (Valencia), en la escuela dirigida por Juan José Cabrera Marquina. Estudió en el colegio privado-concertado San Pedro Pascual.[cita requerida] Su padre se llama José y su madre Inma. Además tiene una hermana llamada Ana y un hermano llamado José (igual que su padre).[cita requerida] Le gusta el fútbol y es un fan del Levante UD y de la U.B. Conquense.[cita requerida] Admira el juego de otros jugadores españoles como Juan Carlos Ferrero, David Ferrer o Rafael Nadal.[cita requerida] Entrena en el Club de Tenis Valencia y su ranking más alto lo consiguió el 13 de julio de 2015, cuando alcanzó el puesto número 32 del mundo. Andújar habla español, francés, inglés, italiano y valenciano. A lo que a su vida personal se refiere está casado con Cristina (2016) y tienen cuatro hijos, Pablo (2017), Alex (2019) , Carlos (2020) y Gabriela (2022).
Se retiró del tenis profesional el 21 de noviembre de 2023.

## Títulos ATP (4; 4+0)

### Individual (4)
| Leyenda                    |
| Grand Slam (0)             |
| ATP Wourld Tour Finals (0) |
| ATP Masters 1000 (0)       |
| ATP World Tour 500 (0)     |
| ATP World Tour 250 (4)     |

| N.º | Fecha               | Torneo     | Superficie    | Oponente en la final | Resultado   |
| --- | ------------------- | ---------- | ------------- | -------------------- | ----------- |
| 1.  | 10 de abril de 2011 | Casablanca | Tierra batida | Potito Starace       | 6-1, 6-2    |
| 2.  | 18 de abril de 2012 | Casablanca | Tierra batida | Albert Ramos         | 6-1, 7-6(5) |
| 3.  | 27 de julio de 2014 | Gstaad     | Tierra batida | Juan Mónaco          | 6-3, 7-5    |
| 4.  | 15 de abril de 2018 | Marrakech  | Tierra batida | Kyle Edmund          | 6-2, 6-2    |

#### Finalista (5)
| N.º | Fecha                    | Torneo    | Superficie    | Oponente en la final | Resultado |
| --- | ------------------------ | --------- | ------------- | -------------------- | --------- |
| 1.  | 26 de septiembre de 2010 | Bucarest  | Tierra batida | Juan Ignacio Chela   | 5-7, 1-6  |
| 2.  | 17 de julio de 2011      | Stuttgart | Tierra batida | Juan Carlos Ferrero  | 4-6, 0-6  |
| 3.  | 25 de septiembre de 2011 | Bucarest  | Tierra batida | Florian Mayer        | 3-6, 1-6  |
| 4.  | 26 de abril de 2015      | Barcelona | Tierra batida | Kei Nishikori        | 4-6, 4-6  |
| 5.  | 14 de abril de 2019      | Marrakech | Tierra batida | Benoît Paire         | 2-6, 3-6  |

### Dobles (0)
| Leyenda                   |
| Grand Slam (0)            |
| ATP World Tour Finals (0) |
| ATP Masters 1000 (0)      |
| ATP World Tour 500 (0)    |
| ATP World Tour 250 (0)    |

#### Finalista (7)
| N.º | Fecha                 | Torneo          | Superficie    | Pareja                 | Oponentes en la final          | Resultado         |
| --- | --------------------- | --------------- | ------------- | ---------------------- | ------------------------------ | ----------------- |
| 1.  | 13 de febrero de 2011 | Costa do Sauípe | Tierra batida | Daniel Gimeno          | Bruno Soares Marcelo Melo      | 6-7(4), 3-6       |
| 2.  | 5 de febrero de 2012  | Viña del Mar    | Tierra batida | Carlos Berlocq         | Frederico Gil Daniel Gimeno    | 6-1, 5-7, [10-12] |
| 3.  | 25 de agosto de 2012  | Winston-Salem   | Dura          | Leonardo Mayer         | Santiago González Scott Lipsky | 3-6, 6-4, [2-10]  |
| 4.  | 28 de julio de 2013   | Gstaad          | Tierra batida | Guillermo García López | Jamie Murray John Peers        | 3-6, 4-6          |
| 5.  | 21 de febrero de 2015 | Río de Janeiro  | Tierra batida | Oliver Marach          | Martin Kližan Philipp Oswald   | 6-7(3), 4-6       |
| 6.  | 1 de marzo de 2015    | Buenos Aires    | Tierra batida | Oliver Marach          | Jarkko Nieminen André Sá       | 6-4, 4-6, [7-10]  |
| 7.  | 21 de mayo de 2022    | Lyon            | Tierra batida | Matwé Middelkoop       | Nikola Mektić Mate Pavić       | 6-2, 2-6, [3-10]  |

### Clasificación en torneos del Grand Slam
| Torneo          | 2007 | 2008 | 2009 | 2010 | 2011 | 2012 | 2013 | 2014 | 2015 | 2016 | 2017 | 2018 | 2019 | 2020 | 2021 | 2022 | 2023 | Títulos |
| --------------- | ---- | ---- | ---- | ---- | ---- | ---- | ---- | ---- | ---- | ---- | ---- | ---- | ---- | ---- | ---- | ---- | ---- | ------- |
| Australian Open | Q1   | A    | 1R   | A    | 1R   | 2R   | 1R   | 2R   | 1R   | 1R   | A    | Q1   | 1R   | 1R   | 2R   | 3R   | Q1   | 0       |
| Roland Garros   | Q3   | 2R   | 2R   | 2R   | 2R   | 2R   | 1R   | 1R   | 3R   | A    | A    | 1R   | 1R   | 1R   | 2R   | 1R   | A    | 0       |
| Wimbledon       | Q2   | A    | 1R   | A    | 1R   | 1R   | 1R   | 1R   | 3R   | A    | A    | A    | 1R   | A    | 2R   | 1R   | A    | 0       |
| US Open         | A    | 1R   | A    | A    | 1R   | 2R   | 2R   | 2R   | 1R   | A    | A    | A    | 4R   | 1R   | 3R   | A    | A    | 0       |

## Títulos ATP Challenger Tour (11)

### Individuales (11)
| N.º | Fecha                   | Torneo                      | Superficie    | Oponente en la final   | Resultado        |
| --- | ----------------------- | --------------------------- | ------------- | ---------------------- | ---------------- |
| 1.  | 17 de julio de 2006     | Challenger de Rímini        | Tierra batida | Werner Eschauer        | 3-6, 6-1, 7-5    |
| 2.  | 7 de agosto de 2006     | Challenger de Vigo          | Tierra batida | Fernando Vicente       | 7-5, 7-6(6)      |
| 3.  | 11 de agosto de 2008    | Challenger de Vigo          | Tierra batida | Marco Crugnola         | 6-1, 3-6, 6-3    |
| 4.  | 18 de agosto de 2008    | Challenger de San Sebastián | Tierra batida | Rubén Ramírez Hidalgo  | 6-4, 6-1         |
| 5.  | 19 de julio de 2010     | Challenger de Orbetello     | Tierra batida | Edouard Roger-Vasselin | 6-4, 6-3         |
| 6.  | 7 de abril de 2018      | Challenger de Alicante      | Tierra batida | Álex de Miñaur         | 7-6(5), 6-1      |
| 7.  | 7 de octubre de 2018    | Challenger de Florencia     | Tierra batida | Marco Trungelliti      | 7-5, 6-3         |
| 8.  | 18 de noviembre de 2018 | Challenger de Buenos Aires  | Tierra batida | Pedro Cachín           | 6-3, 6-1         |
| 9.  | 31 de marzo de 2019     | Challenger de Marbella      | Tierra batida | Benoît Paire           | 4-6, 7-6(6), 6-4 |
| 10. | 7 de abril de 2019      | Challenger de Alicante      | Tierra batida | Pedro Martínez Portero | 6-3, 3-6, 6-4    |
| 11. | 8 de junio de 2019      | Challenger de Prostějov     | Tierra batida | Attila Balazs          | 6-2, 7-5         |

*Campeón de la Copa del Rey en 2013 (campeonato celebrado en HUELVA)